# 高金榜
高金榜（1947年—），汉族，中华人民共和国政治人物、第十一届全国政协委员。
加入中国共产党，担任十一届全国政协社会和法制委员会副主任、国务院三峡工程建设委员会办主任。2008年，当选第十一届全国政协委员，代表特别邀请人士，分入第五十七组。并担任社会和法制委员会副主任。